# Trichodon muricatus
Trichodon muricatus là một loài rêu trong họ Ditrichaceae. Loài này được Herzog mô tả khoa học đầu tiên năm 1925.